# صافي شعبان
صافي شعبان (ولد في اللد عام 2004)، هو ملاكم فلسطيني من الداخل المحتل، حصد إنجازات منها المركز الثالث في بطولة أوروبا، والمركز الأول على شرق أوروبا.

## إنجازاته رياضية
بدأ ممارسة الملاكمة وهو في سن التاسعة وشارك في عدة بطولات للشبيبة، ونال في عام 2015 المركز الأول في بطولة ملاكمة للشبيبة أقيمت في اللد، وفي عام 2018 حصل على بطولة إسرائيل للملاكمة لوزن 56 كيلوغرام للعمر 13-14 عاما. وفي عام 2019 حصل على الميدالية الذهبية لوزن 60 كيلوغراما في بطولة «بيليتس» التي شاركت فيها رومانيا ومولودوڤا واوكرانيا واسرائيل 2020 فاز بالمركز الثالث في بطولة أوروبا للملاكمة التي أقيمت في بلغاريا.
.